# کریستال‌سیتی، ویرجینیا
کریستال‌سیتی (به انگلیسی: Crystal City) یک منطقهٔ مسکونی در ایالات متحده آمریکا است که در شهرستان آرلینگتون، ویرجینیا واقع شده‌است. کریستال‌سیتی ۲۲٬۵۴۳ نفر جمعیت دارد.